# Rojava
Rojava (Kurdisk for Vest) (kurdisk: Kurdistan Sûriyê, dansk: ~ Vestkurdistan; kurdisk: Rojavayê Kurdistanê, dansk: ~ Nordvestkurdistan; kurdisk: Başûrê Rojavaya Kurdistanê) også kendt som Syrisk Kurdistan er en de facto autonom region i det nordvestlige Syrien. Den 13. november 2013 erklærede den kurdiske region i Nordsyrien autonomi under navnet Rojava, men områdets suverænitet er ikke anerkendt af Syrien eller FN , selv om de siden 2017 har overladt administrationen af Al-Hol og Al-Roj lejrene, hvor ca. 65000 sympatisører med Islamisk Stat, hovedsagelig kvinder med mindreårige børn, sidder i varetægt. Den 18. maj 2021 besluttede regeringen at hjemtage børn med dansk statsborgerskab. 6.oktober 2021 blev 3 mødre og deres 14 børn afhentet og fløjet til Danmark.

## Historie
I 1990-erne støttede Syrien den kurdiske organisation PKK åbenlyst som del af sin rivalisering med Tyrkiet. Efter en konfrontation mellem de to lande blev denne støtte trukket tilbage. Abdullah Öcalan blev udvist fra Syrien og senere arresteret af Tyrkiet i samarbejde med Israel og USA. [kilde mangler]
I den største kurdiske by i Syrien, Qamishli, udbrød der i 2004 store optøjer efter en fodboldkamp mellem et arabisk og et kurdisk hold. Politiet skød på tilhængere, som bar kurdiske flag, og mindst 30 personer blev dræbt. Optøjerne spredte sig til andre byer, og bidrog stærkt til at styrke kurdisk nationalisme i Syrien.
Under de store demonstrationer mod Baath-partiet i foråret 2011 deltog folk i Qamishli og andre kurdiske byer aktivt. Det syriske parlament vedtog i april 2011 ensidigt at tildele syrisk statsborgerskab til statsløse kurdere og at revidere en lov, som forhindrede kurdere i at eje jord i grænseområderne.  I foråret 2012 trak Syrien sine styrker ud af flere kurdiske byer og overlod magten til det PKK-allierede parti PYD (Det Demokratiske Unionsparti), som anklages for at slå ned på demonstrationer samt at stå bag drabene på flere oppositionelle og regeringsfjendtlige kurdere ifølge BBC og Reuters .
De fleste kurdiske-dominerede områder i Syrien er i dag uden for Syriens kontrol og har holdt afstand til den arabiske opposition, som nægter at garantere kurdiske rettigheder. 11 kurdiske partier er organiserede i koalitionen KNC, som støttes af den kurdiske regering i Nordirak. Ifølge en samarbejdsaftale mellem PYD og KNC skal de kurdiske områder styres af parterne i samarbejde, men i praksis er PYD den overlegent stærkeste part.
I efteråret 2013 blev der erklæret selvstyre i tre kurdiske regioner i Syrien under navnet Rojava, og en egen forfatning blev offentliggjort i januar 2014.
Langs Syriens grænser mod Tyrkiet og Irak og i de store byer bor der skønsvis 1-2 millioner kurdere ). Efter udbruddet af borgerkrigen bevilgede Bashar Assad syrisk statsborgerskab til ca. 300.000 statsløse kurdere. Sommeren 2012 blev syriske styrker trukket ud af de kurdiske områder i nordøst, og kontrollen overladt til det kurdiske parti PYD, som er allieret med PKK i Tyrkiet. Selv om Tyrkiet og Syrien siden 2013 har været i konflikt, der i perioder har omfattet militære aktioner, er de to regimer enige om, at de ikke vil acceptere en selvstændig kurdisk stat.
Tyrkiet satte i efteråret 2019 tropper ind i Rojava, hvilket blandt andet førte til, at der blev lukket ned for dæmningerne ved Eufrat-floden. 

## Inter-kurdisk politik
PYD og tilknyttede organisationer har effektivt hindret andre kurdiske partier i at deltage i den politiske proces til trods for flere samarbejdsaftaler forhandlet frem af præsidenten for Kurdistan (Irak), Massoud Barzani. Kurdiske partier i opposition til PYD er samlede i det kurdiske nationalråd (KNC), nogen af dem samarbejder med det syriske nationalråd (SNC). Alle kurdiske partier i Syrien står imidlertid bag kravet om, at kurdiske rettigheder må anerkendes i det fremtidige Syrien.
Forholdet mellem PYD og regeringen i Damaskus er uklart. Den syriske regering har fortsat soldater og sikkerhedsstyrker i Qamishli, men andre steder har der været kampe mellem PYD og regeringsstyrkerne. PYDs militsgrupper omfatter mange guerillasoldater med erfaring fra Tyrkiet og Irak.
Barzani har trænet flere hundrede kurdiske desertører fra den syriske hær, men PYD nægter at slippe dem ind i Rojava. Barzani har svaret med at lukke grænseovergangene mellem de kurdiske områder i Syrien og Irak. I august 2013 blev flere grænseovergange åbnet, og i løbet af få dage krydsede mere end 40.000 syriske flygtninge, hovedsagelig kurdere, over til irakisk Kurdistan. Mange kurdere er også flygtet til Tyrkiet, som er det land, som har taget imod flest flygtninge fra Syrien. [kilde mangler]
Barzanis KRG har i praksis lukket grænsen mellem irakisk og syrisk Kurdistan, men i januar 2014 erobrede PYD en vigtig grænseovergang mod Irak fra ISIS og fik med støtte fra regeringen i Bagdad en åben forbindelse.

## AutonomiiKurdistan (Irak)
PYD og mange kurdiske partier nægter at støtte den syriske Nationalkoalition, hvis de ikke får garantier for kurdiske politiske og kulturelle rettigheder. Under PYDs ledelse er der oprettet en kurdisk civil administration både i Hassakah-provinsen i nordøst, i flere kurdiske enklaver langs den tyrkiske grænse og i centrale bydele i Aleppo. Her er kurdisk sprog indført i skoler, på gadeskilte mm. [kilde mangler]
I efteråret 2013 erklærede PYD, at der var indført selvstyre i tre områder kaldet kantoner . Disse tre kantoner, Afrin, Kobane og Jazira, skal styres af hver sin folkevalgte forsamling. Det skulle efter planen afholdes valg til lokale parlamenter og en fælles region-forsamling i løbet af foråret. I januar 2014 blev der vedtaget en grundlov for syrisk Kurdistan Rojava. PYD-leder Salih Muslim understreger, at selvstyret ikke rokker ved Syriens internationalt anerkendte grænser.
PYD har som erkæret målsætning at erobre områder med arabisk og assyrisk bosættelse mellem de tre kantoner Erklæringen om autonomi blev stærkt kritiseret af arabiske oprørsgrupper og af Tyrkiet, og Rojava blev efter, at erklæringen var offentliggjort, angrebet af Jabhat al-Nusra og ISIS. Der har været hårde kampe med mange faldne på begge sider. PYG hævder, at islamisterne har fået tyrkisk støtte under kampene.

## Kobane
I september 2014 gik den islamistiske terrorgruppe ISIL til angreb på den centrale kanton Kobane (Ayn al-Arab). I løbet af få dage var landområderne erobrede, og ISIL trængte ind i selve byen Kobane. Hundredetusinder af civile flygtede over grænsen til Tyrkiet. [kilde mangler]
PYD bad om international hjælp. Tyrkiske kampvogne blev placeret langs grænsen, men greb ikke ind i kampene. Den tyrkiske præsident, Erdogan, udtalte, at Tyrkiet ikke ville gribe ind i en kamp mellem to terroristgrupper. Imidlertid valgte USA og Frankrig at indsætte flystyrker, først ved at nedkaste forsyninger til byens forsvarere. Derefter fulgte en lang række luftangreb på ISIL's stillinger, som gjorde det muligt for de kurdiske guerillastyrker at holde stand gennem hårde bykampe, ofte fra hus til hus. I slutningen af november fik PYD tillige støtte af kurdiske peshmerga-styrker fra den kurdiske region i Irak, som i en overraskende udvikling fik tilladelse til at passere gennem tyrkisk område. [kilde mangler]
I januar 2015 blev det klart, at ISIL var på retræte over for de kurdiske styrker, og i februar erklærede PYD, at byen Kobane var befriet for jihadister. I dagene, som fulgte, rykkede de kurdiske styrker også ind i landsbyerne omkring byen. [kilde mangler]